# Kaye Breadsell
Kaye Breadsell (Perth, Australia; 2 de enero de 1942 – 23 de junio de 2024), también conocida como Kaye Brajkovich, fue una gimnasta australiana.

## Carrera
Participó en cinco eventos de los Juegos Olímpicos de Roma 1960, en el evento de combinado individual terminó en la posición 100 entre 124 participantes, en la barra de equilibrio terminó en la posición 103, en el evento de piso terminó en la posición 89, en las barras asimétircas finalizó en el puesto 82 y en el evento de salto terminó en la posición 117.